# 四(五甲基环戊二烯基镓)合铂
四(五甲基环戊二烯基镓)合铂是一种有机镓(I)化合物，化学式为C40H60Ga4Pt，或写作(Cp*Ga)4Pt（Cp*为五甲基环戊二烯阴离子）。它可由Pt(COD)2和GaCp*在己烷中反应制得。
它可以和[Ga2Cp*][BArF]（BArF为四[3,5-二(三氟甲基)苯基]硼酸根）反应，可以得到[GaPt(GaCp*)4][BArF]。